# Фоайе
Фоайе (от френски), също лоби (от английски) се нарича голяма, просторна стая в театър, кино, опера или концертна зала, намираща се в непосредствена близост до залата за изпълнение. Използва се преди дадено представление и в почивките, но най-вече за срещи и коментари след представлението. Често срещана практика е във фоайетата да има някакви мебели за сядане, картини и друг вид изобразително изкуство по стените, а понякога и бюфет.
В къща, фоайето е малка площ непосредтвено до входа или малка стая в непосредствената близост до входната врата. В повечето случаи се използва за закачане на връхни дрехи и чадъри. Най-често в него се среща закачалка, огледало и рафт за обувките. Може да има и малък вграден гардероб.